# Crime de Maracon
 (août 2024).
Si vous disposez d'ouvrages ou d'articles de référence ou si vous connaissez des sites web de qualité traitant du thème abordé ici, merci de compléter l'article en donnant les références utiles à sa vérifiabilité et en les liant à la section « Notes et références ».
Le crime de Maracon est une affaire d'homicide non résolue qui a eu lieu en Suisse en 1949, suscitant émotion et mystère. Les victimes sont deux jeunes femmes de 17 et 18 ans. Aujourd'hui encore, tout n'est pas élucidé, et de nombreuses personnes prétendent connaître le coupable des meurtres qui ont été commis. Nombreuses sont également les personnes suspectées, parfois en haut lieu. Le crime est prescrit depuis 1969.
Le crime de Maracon présente des traits uniques, de par sa nature d'affaire non résolue et de par les remous qu'il a suscités dans la population. Il a ainsi donné lieu à des légendes, relayées par la presse. Ainsi, on fait allusion au fait que les victimes auraient été battues à coup de manivelle, que l'une d'elles aurait été enceinte (bien que l'autopsie ait conclu au contraire) ou que la police aurait d'abord conclu à un accident de la route, sans compter la théorie persistante d'après laquelle le coupable serait un ecclésiastique.

## Chronologie

### Découverte des corps
Le dimanche 19 juin 1949, vers 19 h 30, un agriculteur de La Rogivue découvre les corps de deux jeunes filles sur le territoire de la commune de Maracon. Ils gisaient dans un bois, en contrebas de la route Semsales-Palézieux et en bordure du ruisseau du Corjon.
Le lieu du crime (46° 33′ 31″ N, 6° 53′ 14″ E) se situe sur la route et les corps ont été déplacés de quelques mètres (direction sud-est), entre la route et la Broye, le long du Corjon.

### Premières opérations d'enquête
L'agriculteur se rend chez le secrétaire municipal de La Rogivue et alerte la gendarmerie par téléphone. Dès 21 h 30, arrivent successivement sur les lieux les diverses personnes concernées, parmi lesquelles se trouvent le juge informateur de la région d'Oron-Moudon, deux médecins de la région, le commandant de la police cantonale, le commandant de la gendarmerie, ainsi que plusieurs gendarmes et inspecteurs de la sûreté.
Ce soir-là, seul un envoyé spécial de la Nouvelle Revue de Lausanne a eu vent de l'affaire et peut décrire pour ses lecteurs l'ambiance des premières opérations d'enquêtes. Il relève notamment que la puissante automobile de la police de sûreté est munie d'une liaison radio et qu'une brave paysanne tient un bidon à la main pour servir du thé aux gendarmes.
Sur les indications des premiers témoins, les inspecteurs du Service de l'identité judiciaire ont braqué des projecteurs sur la berge du ruisseau de manière à apercevoir les corps des deux jeunes filles étendues à quelques pas de là. On trouve aux alentours deux sacs à main, dont l'un contient un acte d'origine fribourgeois permettant d'identifier une des victimes, Marie-Thérèse Bovey, née en 1931 (âgée de 18 ans). Ce document est immédiatement remis au juge informateur, qui se met en relation avec la gendarmerie de Châtel-Saint-Denis. À la suite de ces démarches, il sera établi que le corps non identifié est celui d'Hélène Monnard, née en 1932 (âgée de 17 ans), et que les deux victimes habitaient Semsales. La presse relèvera qu'on ne connaissait pas de fréquentations à ces jeunes filles, menant par ailleurs une vie ordinaire. Les parents des victimes confirmeront qu'elles n'étaient en possession que de petites sommes d'argent et que rien ne leur a été dérobé.
Après avoir marqué l'emplacement des sacs à main à l'aide de jalons (qu'on peut aujourd'hui voir au musée de la  Sûreté), les inspecteurs de l'identité judiciaire rentrent à Lausanne où, dès 1h30, les sacs à main seront examinés pour y révéler d'éventuelles empreintes digitales ou tout autre indice susceptible d'être utile à l'enquête. Mais aucune empreinte digitale identifiable ne pourra y être relevée, du fait que les sacs en question ont été projetés dans l'herbe humide.
L'heure avancée et l'obscurité rendent difficiles de plus amples constatations. Étant donné le risque de piétiner inutilement les lieux, de nuit, et d'enfouir dans le sol les objets pouvant constituer des preuves, le commandant de la police cantonale, d'entente avec le juge informateur, donne l'ordre d'interrompre les opérations à environ 0h45, le 20 juin. Le caporal du poste d'Oron et deux gendarmes sont chargés de la garde des corps durant la nuit.
Le 20 juin 1949, à 5 h 0, les opérations sont reprises sur place, à la lueur du jour naissant. Le Service de l'identité judiciaire procède à la prise de photographies, à des mensurations pour établir un croquis et à de minutieuses investigations du lieu du crime et de ses abords. Sur la route, à une vingtaine de mètres du pont du Corjon, côté Semsales, la présence de nombreuses taches de sang atteste que le drame s'est vraisemblablement déroulé là et que les cadavres ont été ensuite dissimulés dans la forêt.
Vers 7h00, le juge ordonne la levée des corps, qui sont transportés provisoirement dans un pré, où ils font l'objet d'un examen sommaire par les docteurs présents. Cet examen révèle que la mort a été causée par des projectiles d'arme à feu. Les corps sont ensuite placés sur un camion attelé d'un cheval et transportés à la salle de la municipalité de Maracon. Là, les médecins procèdent à un nouvel examen, dont ils concluent que les deux victimes ont été tuées avec une arme à feu de petit calibre. Marie-Thérèse Bovey a reçu, à bout portant semble-t-il, une balle sous l'omoplate gauche et Hélène Monnard a reçu une balle dans la poitrine, à la hauteur du sternum. Le professeur Marc-Henri Thélin, médecin légiste, est arrivé sur place et peut extraire aussitôt le projectile du corps de Hélène Monnard. Cette balle est remise au commandant de la police cantonale. Vers la fin de la matinée, les deux corps sont transportés en automobile à l'Institut d'anatomie pathologique, à Lausanne, pour autopsie. Le macabre convoi est escorté par deux motocyclistes de la gendarmerie. Pratiquée dans l'après-midi du 20 juin, l'autopsie conclut dans les deux cas à une mort causée par un projectile de calibre 22 court. Elle ne relève pas de traces de lutte ni de viol. En outre, aucune des deux jeunes filles n'était enceinte.
Dans la nuit du 19 au 20 juin, vers 0 h 30, les gendarmes postés aux abords des corps ont contrôlé, sur les lieux du crime, un cycliste dont l'allure leur avait paru suspecte. Dans le courant de la matinée du 20 juin 1949, on découvrira chez ce dernier un pistolet Flobert de petit calibre et deux douilles. Le professeur Marc Bischoff, directeur de l'Institut de police scientifique, à Lausanne, est chargé de l'expertise comparée de l'arme saisie et du projectile extrait du corps d'une des victimes. Il en conclut que les balles incriminées ne peuvent pas avoir été tirées par l'arme dont le suspect était porteur et ce dernier est relâché.
Dès 6h00, le 20 juin 1949, la police vaudoise a pris contact avec la police fribourgeoise, à Semsales. Le commandant de la police cantonale vaudoise s'est aussi rendu à Châtel-Saint-Denis, où il a rencontré le préfet, le juge d'instruction, le commandant de la police cantonale fribourgeoise ainsi que le chef de la police de sûreté fribourgeoise. Dès lors, les recherches entreprises en collaboration par les polices vaudoise et fribourgeoise se poursuivent sans désemparer : les enquêteurs contrôlent et interrogent de nombreuses personnes qui leur ont été signalées par la population comme étant suspectes, tant sur le territoire du canton de Fribourg que sur celui du canton de Vaud. Le pays est sillonné par des gendarmes, dont on relève qu'ils se déplacent avec leurs motocyclettes personnelles pour agir plus rapidement.

### Inconnu signalé
Au cours de ces investigations, on signale un individu qui se trouvait couché dans l'herbe, le 19 juin, vers 11 h 50 et vers 14 h 0, à une trentaine de mètres du bord droit de la route, près du pont du Corjon. À cet endroit, les gendarmes ont découvert sous un buisson, dans la haie, une Tribune de Lausanne, datée du dimanche 19 juin 1949.
Également le 19 juin 1949, vers 15 h 20, alors qu'ils se trouvaient entre la route Semsales-Maracon et la  Broye et qu'ils gagnaient le « gros creux » de la rivière, dans lequel ils allaient se baigner, un habitant de La Rogivue et un habitant d'Écoteaux ont vu, à une distance de deux cents mètres environ, un individu qui s'éloignait du bois du Corjon, soit du lieu de l'attentat, à travers champs, en direction de la Broye. Ils ne peuvent donner un signalement de cet homme, étant donné la grande distance qui les séparait.

### Premiers témoignages et détermination de l'heure du crime
De nombreuses personnes ont circulé sur la route Semsales-Maracon dans le courant de l'après-midi du 19 juin 1949. En recoupant leurs témoignages, les enquêteurs essaient de reconstituer le parcours des victimes et de déterminer l'heure du crime.
Toutes deux ont assisté aux vêpres et ont décidé de faire une promenade tout de suite après. Leur intention est de se rendre à pied au bal de la kermesse de Bossonnens. À 14 h 20, elles quittent Semsales en direction de Maracon. On évalue à quarante minutes environ le temps nécessaire pour faire à pied le chemin qui sépare Semsales du pont du Corjon, en marchant à bonne allure.
Entre 15 h 0 et 15 h 5, un groupe de quatre personnes passe à bicyclette sur le pont du Corjon. Ces promeneurs ont remarqué des traces de sang sur la route et ont supposé qu'il pouvait s'agir de la chute d'un cycliste ou d'un motocycliste. D'autres témoins affirment cependant avoir rencontré vers 15 h 45, en dessous de la Rogivue, deux jeunes filles, dont le signalement correspond à celui des victimes, qui se dirigeaient vers Maracon.
La police procède également à l'audition de tous ceux qui se sont trouvés ce jour-là à proximité des lieux. Aucune de ces personnes n'a remarqué quoi que ce soit : pas de cris, ni de coups de feu.

### Affaire du 8 mai 1949
Le meurtre des jeunes Marie-Thérèse Bovey et Hélène Monnard rappelle une agression dont fut victime une autre jeune fille de Semsales, le dimanche 8 mai 1949, aux environs de 13 h 0. Ce forfait a eu lieu sur la même route, mais au sortir de Semsales en direction de La Rougève, sur territoire fribourgeois. Alors qu'il n'était qu'à deux mètres de distance, un inconnu a tiré sur elle avec un pistolet de calibre 6 mm, heureusement sans causer de blessure grave, puis l'a violée. Vu que la plaie et l'endroit où la balle se trouvait logée ne présentaient aucun danger pour la santé de la jeune fille, le juge fribourgeois a estimé préférable de ne pas extraire tout de suite le projectile.
Après le crime du 19 juin, cependant, la victime du 8 mai est mise à contribution. Elle donne un signalement de son agresseur et sera systématiquement confrontée aux suspects ou aux photographies d'individus ayant occupé les services de police pour des affaires de mœurs. Des surveillances sont également exercées le dimanche 26 juin 1949 en sa présence, pour qu'elle puisse désigner son agresseur aux enquêteurs, dans le cas où elle l'apercevrait. Cette opération n'apportera pas de résultats intéressants, étant donné la grande affluence de curieux qui ne cessent, tous ces dimanches, de se rendre sur les lieux du drame. Malgré tout cela, elle ne pourra jamais reconnaître son agresseur.

### Recherche de suspects
Le 23 juin 1949, on envoie aux communes des affiches de grand format diffusant les signalements obtenus, en leur enjoignant de les placarder au pilier public. Ces affiches promettent en outre une récompense de mille francs à toute personne fournissant des renseignements permettant l'arrestation du ou des coupables, en garantissant l'anonymat de l'informateur qui en manifesterait le désir. Un avis similaire a aussi été distribué par poste à 403 ménages sur territoire vaudois et à 3085 ménages sur territoire fribourgeois. Dès le 24 juin 1949, on écrit également aux directeurs des asiles d'aliénés et aux vendeurs d'armes.
Divers incidents ou agressions, recensés du 15 septembre 1942 au 30 juin 1949, offrent une similitude avec les affaires du 8 mai et du 19 juin 1949. Les enquêtes à ce sujet n'apportent toutefois pas d'indices supplémentaires.
Dans les jours qui suivent immédiatement le meurtre, la police vérifie l'alibi de tous les individus ayant eu maille à partir avec la justice pour des actes violents ou dans des affaires de mœurs, ainsi que celui de tous ceux qu'accuse la rumeur. Trop souvent, la police est lancée sur de fausses pistes et quand elle tient un suspect, il est vite disculpé ou, à tout le moins, les éléments manquent pour procéder à son inculpation.
Les expertises d'armes à feu, notamment, jouent un grand rôle, puisque les rayures observées sur l'une des balles du 19 juin permettent d'exclure de nombreuses armes saisies auprès des suspects. L'arme du crime ne sera jamais retrouvée. Par ailleurs, la balle de la victime du 8 mai sera extraite et comparée aux projectiles du 19 juin. Il n'est toutefois pas possible, d'après le professeur Bischoff, de déterminer avec certitude si les balles du 19 juin ont été tirées par la même arme que la balle du 8 mai.
En fin de compte, les recherches vont se concentrer sur un suspect principal, habitant Semsales, dont la culpabilité ne pourra cependant jamais être établie. En effet, l'alibi qu'il fournit n'a pas pu réellement être mis en doute, même si les témoignages le concernant sont contradictoires.
On suspecte aussi un citoyen britannique qui a logé à l'Auberge de l'Étoile, à Promasens, dans la nuit du 18 au 19 juin 1949. Par l'intermédiaire de Scotland Yard, qui l'interroge en 1951, on apprendra qu'il s'agit d'un citoyen fort excentrique, âgé de 65 ans. L'opinion de la police d'Eastbourne, où il habite, est qu'il serait la dernière personne à pouvoir commettre un quelconque acte de violence. Comme il a la plume facile et se pique d'être un détective amateur, cet original écrira le 15 septembre 1950 une lettre très détaillée, non exempte d'un certain humour involontaire, dans laquelle il donne des conseils à la « Police fédérale suisse ».

## Questions sans réponse
De nombreuses questions restent sans réponse :
- L'auteur du crime était-il un déséquilibré (sadique) et le même pour les deux affaires ? Le crime a dans les deux cas été commis un dimanche, au début de l'après-midi, et l'agresseur du 8 mai a déclaré à sa victime : « je te reverrai ». Il pourrait s'agir d'une méprise pour la deuxième affaire, Hélène Monnard portant une jaquette dont la coupe et la teinte offrent beaucoup de ressemblance avec celle que portait la victime du 8 mai.
- Vu la contradiction des témoignages concernant l'heure du crime, les deux victimes du 19 juin ont-elles été véhiculées ?
- S'agit-il d'un amoureux éconduit ? Dans ce cas il aurait surveillé les jeunes filles, qui se sont d'abord rendues à la gare pour consulter l'horaire et n'ont pris la décision de se rendre à pied à la kermesse de Bossonnens qu'à la dernière minute (ayant raté le train[1]).
- L'individu qui a été vu vers 11h45 près des lieux du crime et celui qui a été vu à proximité vers 14h00, qui pourrait être le même, n'a jamais été identifié, comme l'inconnu qui a été vu après 15h15 s'éloignant du bois du Corjon, lieu du crime, à travers champs en direction de la  Broye.

Le crime est prescrit depuis 1969.

### Filmoraphie
- Le Poison, le crime de Maracon, documentaire, réalisé par Stéphane Goël, 2003. Climage.ch